# Ryancarlos de Oliveira
Ryancarlos de Oliveira (Cuiabá, 29 de dezembro de 2005) é um ator, modelo, apresentador e influenciador digital brasileiro. Iniciou a carreira artística em 2017, e em 2019 foi aprovado para a sitcom Bugados, do canal Gloob (Rede Globo), onde trabalha atualmente, dando vida ao herói intergaláctico Neo. 

## Carreira

### Cuiabá (2017-2018)
Ao acompanhar o irmão mais novo num curso de teatro no espaço Incasa (Cuiabá)‚ Ryancarlos teve seu talento reconhecido pelo professor André D'Lucca. Em seguida, foi convidado para participar do seu primeiro espetáculo teatral, no palco do Cine Teatro Cuiabá: "Cuiabá 600 anos", com direção de André D"Lucca. Participou de mais cinco espetáculos no mesmo teatro antes de mudar para São Paulo em agosto de 2018, quando ganhou uma bolsa de teatro na escola Recriarte.

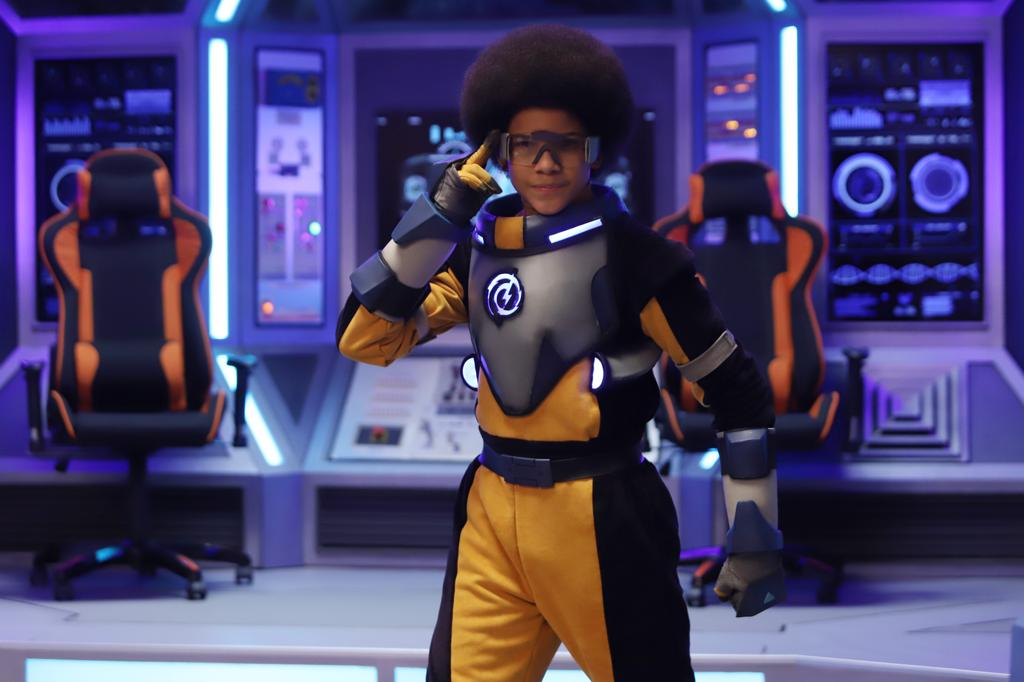
Neo, o personagem de Ryancarlos na sitcom Bugados.

### São Paulo (2018-presente)
Em maio de 2019, foi aprovado para viver o personagem Neo, um dos protagonistas da sitcom Bugados, do canal Gloob (Rede Globo), cujo primeiro episódio foi ao ar em 21 de outubro de 2019. A série conta com 4 temporadas exibidas com sucesso de audiência. Faz parte do casting geral da Rede Globo, participando de mais de 6 temporadas do Rolê Gloob de Férias, do Gloob, que vai ao ar nos meses de julho e janeiro. Além de atuar, também faz cursos de língua inglesa e compartilha vídeos em suas redes sociais. 

## Filmografia
| Ano  | Título               | Personagem | Notas |
| ---- | -------------------- | ---------- | ----- |
| 2019 | Bugados              | Neo        |       |
| 2020 | Rolê Gloob de Férias | -          |       |

| Ano  | Título    | Personagem            | Notas                                  |
| ---- | --------- | --------------------- | -------------------------------------- |
| 2017 | 7 Vezes + | Participação especial | Curta-metragem - participação especial |

## Teatro
| Ano                | Título              | Personagem                          | Direção                           | Notas                                                       |
| ------------------ | ------------------- | ----------------------------------- | --------------------------------- | ----------------------------------------------------------- |
| 2017               | Cuiabá 600 Anos     | Enos                                | André D’Lucca                     | Apresentado no Cine Teatro Cuiabá                           |
| 2017               | Tragédia no CPA III | Leozinho                            | André D’Lucca                     | Apresentado no Cine Teatro Cuiabá e no Espaço Incasa Cuiabá |
| 2018               | Tragédia no CPA III | Leozinho                            | André D’Lucca                     | Apresentado no Cine Teatro Cuiabá e no Espaço Incasa Cuiabá |
| Beco do Candeeiro  |                     | Apresentado no Espaço Incasa Cuiabá | André D’Lucca                     |                                                             |
| Desaparecidos      |                     | Apresentado no Espaço Incasa Cuiabá | André D’Lucca                     |                                                             |
| O Mundo de Clarice |                     | Flávio Ferreira                     | Apresentado no Cine Teatro Cuiabá |                                                             |
| 2019               | Marias do Brasil    |                                     | Fernanda Chamma                   | Musical apresentado no Teatro Nair Bello (SP)               |

Participou da Homenagem a Tom Jobim, apresentada no Teatro do Sesc Arsenal Cuiabá em 2017, com a maestrina Estela Ceregatti.

## Cursos
| Ano       | Título                          | Responsáveis | Local                |
| --------- | ------------------------------- | --- | -------------------- |
| 2017      | Interpretação para TV           | André D'Lucca | Espaço Incasa Cuiabá |
| 2017      | Coral                           | Maestrina Estela Ceregatti | SESC Cuiabá, MT      |
| 2018      | Curso Livre de Teatro           | Companhia de Teatro Cena Onze | Cuiabá, MT           |
| 2018      | Teatro                          | Escola Recriarte | São Paulo, SP        |
| 2018      | Teatro Musical                  | Escola Estúdio Broadway | São Paulo, SP        |
| 2018      | Ballet, Hip Hop e Sapateado     | Studio Eudoxio Junior | São Paulo, SP        |
| 2018      | Workshop de Interpretação de TV | Eduardo Pradela, Liliane Di Giorgio e Ariel Moshe                                                                                  | Goiânia, GO          |
| 2018      | Workshop de Interpretação de TV | Ariel Moshe e Bia Oliveira | Cuiabá, MT           |
| 2018      | Workshop de Interpretação de TV | Thiago Coquelet, Vicente Guerra, Bia Oliveira e Eduardo Pradela                                                                    | Goiânia, GO          |
| 2018      | Workshop de Interpretação de TV | Márcia Ítalo e Bia Oliveira | Belo Horizonte, MG   |
| 2019      | Workshop de Interpretação de TV | Márcia Ítalo, Cibele Santa Cruz, Marcela Altberg, Monica Teixeira, Thiago Coquelet, Bia Oliveira, Liliane Di Giorgio e Ariel Moshe | São Paulo, SP        |
| 2020      | Canto                           | Professor Nick Vila Maior | São Paulo, SP        |
| 2021      | Violão, Guitarra e Ukulele      | EMAG Cajamar | Cajamar, SP          |
| 2020–2022 | Inglês avançado                 | CNA | SP                   |

## Prêmios
| Ano  | Premiação         | Categoria               | Nomeação | Resultado |
| ---- | ----------------- | ----------------------- | -------- | --------- |
| 2020 | Meus Prêmios Nick | Artista de TV Masculino | Bugados  | Indicado  |